# Division 1 1985/86
Die Division 1 1985/86 war die 48. Austragung der professionellen französischen Fußballliga. Meister wurden zum ersten Mal in seiner noch relativ kurzen Vereinsgeschichte Paris Saint-Germain.
Erster Spieltag war der 16. Juli 1985, letzter Spieltag bereits am 25. April 1986. Die „Winterpause“ war verkürzt worden, damit sich die französische Nationalmannschaft ausgiebig auf die Endrunde der Weltmeisterschaft in Mexiko vorbereiten konnte, und dauerte deswegen nur vom 22. Dezember bis zum 10. Januar.

## Vereine
Teilnahmeberechtigt waren die Vereine, die die Vorsaison nicht schlechter als auf dem 17. Platz abgeschlossen hatten, dazu zwei direkte Aufsteiger aus der zweiten Division und der Gewinner der Relegationsrunde. Somit spielten in dieser Saison folgende Mannschaften um den Meistertitel:
- zwei Klubs aus dem äußersten Norden (OSC Lille, Racing Lens),
- zwei aus Paris beziehungsweise der Bourgogne (Paris Saint-Germain, AJ Auxerre),
- vier aus dem Nordosten (FC Metz, AS Nancy, Racing Strasbourg, FC Sochaux),
- fünf aus dem Nordwesten (Aufsteiger Le Havre AC, Relegationssieger Stade Rennes, Brest Armorique FC, FC Nantes, Stade Laval),
- zwei aus dem Südwesten (Titelverteidiger Girondins Bordeaux, FC Toulouse),
- vier aus dem Südosten (Olympique Marseille, SC Toulon-Var, Aufsteiger OGC Nizza, AS Monaco),
- einer aus Korsika (SEC Bastia).

## Saisonverlauf
Es galt die Zwei-Punkte-Regel; bei Punktgleichheit gab die Tordifferenz und – wie zwischen Brest und Sochaux – gegebenenfalls die höhere Zahl erzielter Treffer den Ausschlag für die Platzierung.
Bereits die Hinrunde dominierten drei Klubs, und zwar – in dieser Reihenfolge – Paris, Nantes und Bordeaux. Dabei hatten die beiden erstgenannten Mannschaften eine erhebliche Veränderung in ihren Spielerkadern zu bewältigen gehabt, der im Falle Paris durch erhebliche Investitionen auf dem Transfermarkt und bei Nantes, wie gewohnt, aus dem eigenen Nachwuchszentrum bestritten worden war. Insbesondere PSG legte einen fulminanten Saisonstart hin, blieb während der ersten 26 Spiele ungeschlagen und gab in lediglich acht Partien einen Punkt ab. Vor allem dank der Neuen Bats, Fernández und Publikumsliebling Sušić sowie des routinierten Torjägers Rocheteau (mit Saint-Étienne zuvor bereits dreimal Meister geworden) zeichnete der Hauptstadtklub sich dabei durch eine „lebhafte, spektakuläre Spielweise“ aus. Nach der Winterpause büßte PSG etwas an Konzentration ein, verlor nacheinander in Lille und Nancy, aber davon konnten die beiden Verfolger nicht entscheidend profitieren. Auch Nantes gab zu viele Zähler ab, beispielsweise gegen Laval und Marseille, und der Titelverteidiger aus Bordeaux schrieb nach der 0:9-„Klatsche“ in Monaco zu Jahresbeginn die Meisterschaft endgültig ab und konzentrierte sich – was von Erfolg gekrönt war – ausschließlich auf den Pokalwettbewerb. So verteidigte Paris bis zum Ende drei seines nach der Hinserie noch sechs Punkte betragenden Vorsprunges auf Nantes, und die französische Hauptstadt konnte erstmals nach exakt 50 Jahren, damals durch den Racing Club, wieder einen Meistertitel im Fußball feiern. Trainer Houllier formulierte anschließend mit Understatement: „In Paris, wo der öffentliche Druck größer ist als anderswo, muss man erfolgreich und schön zugleich spielen. Ich glaube, das ist uns gelungen.“
Am unteren Tabellenende klärten sich die entscheidenden Fragen erst am 38. und letzten Spieltag; bis zu diesem Zeitpunkt bestand noch für acht Mannschaften die Gefahr des direkten Abstiegs oder wenigstens der Teilnahme an der Relegationsrunde. Im Abschlussklassement trennten den Tabellen-9. und den 19. lediglich sechs Punkte. Alleine der SEC Bastia hatte frühzeitig und nach knapp zwei Jahrzehnten durchgehender Zugehörigkeit zur höchsten Spielklasse für die Division 2 planen können; verantwortlich dafür war ein massives Defizit im Vereinsbudget, das unter anderem einen Verkauf der beiden erfolgreichsten Stürmer während der Transferperiode im Winter erforderlich gemacht hatte. Aufsteiger zur folgenden Spielzeit waren Racing Paris und die AS Saint-Étienne. Nancy setzte sich in den anschließenden Barrages gegen den FC Mulhouse durch und sicherte sich so den Klassenerhalt. Einen neuen Rekord für die Statistik verzeichnete die erste Liga durch die AS Monaco, die exakt die Hälfte ihrer Punktspiele (19) mit einem unentschiedenen Spielstand beendet hatte; den bisherigen Höchstwert hielt der OSC Lille, der es 1978/79 auf 18 Remis gebracht hatte.
Für die Journalisten Jean-Philippe Rethacker und Jacques Thibert war diese Saison zudem das „Jahr der Afrikaner“, weil mit dem Senegalesen Jules Bocandé aus Metz und dem im Kongo geborenen Eugène Kabongo Ngoy von Racing Paris beide Torschützenkönige der professionellen Ligen Frankreichs vom „Schwarzen Kontinent“ stammten und mit dem 34-jährigen Roger Milla ein Kameruner maßgeblich für den Wiederaufstieg der „Grünen“ aus Saint-Étienne mitverantwortlich gewesen war.

## Abschlusstabelle
| Pl. | Verein                 | Sp. | S  | U  | N  | Tore    | Diff. | Punkte |
| --- | ---------------------- | --- | -- | -- | -- | ------- | ----- | ------ |
| 1.  | Paris Saint-Germain    | 38  | 23 | 10 | 5  | 066:330 | +33   | 56:20  |
| 2.  | FC Nantes              | 38  | 20 | 13 | 5  | 053:270 | +26   | 53:23  |
| 3.  | Girondins Bordeaux (M) | 38  | 18 | 13 | 7  | 055:460 | +9    | 49:27  |
| 4.  | FC Toulouse            | 38  | 18 | 7  | 13 | 059:440 | +15   | 43:33  |
| 5.  | Racing Lens            | 38  | 15 | 13 | 10 | 051:430 | +8    | 43:33  |
| 6.  | FC Metz                | 38  | 15 | 12 | 11 | 053:340 | +19   | 42:34  |
| 7.  | AJ Auxerre             | 38  | 16 | 9  | 13 | 045:390 | +6    | 41:35  |
| 8.  | OGC Nizza (N)          | 38  | 14 | 11 | 13 | 039:440 | −5    | 39:37  |
| 9.  | AS Monaco (P)          | 38  | 9  | 19 | 10 | 049:420 | +7    | 37:39  |
| 10. | OSC Lille              | 38  | 13 | 10 | 15 | 040:490 | −9    | 36:40  |
| 11. | Stade Laval            | 38  | 11 | 13 | 14 | 039:470 | −8    | 35:41  |
| 12. | Olympique Marseille    | 38  | 11 | 12 | 15 | 043:390 | +4    | 34:42  |
| 13. | Stade Rennes (N, R)    | 38  | 12 | 10 | 16 | 036:410 | −5    | 34:42  |
| 14. | Brest Armorique FC     | 38  | 13 | 8  | 17 | 053:630 | −10   | 34:42  |
| 15. | FC Sochaux             | 38  | 11 | 12 | 15 | 047:570 | −10   | 34:42  |
| 16. | SC Toulon-Var          | 38  | 9  | 15 | 14 | 043:460 | −3    | 33:43  |
| 17. | Le Havre AC (N)        | 38  | 11 | 11 | 16 | 049:530 | −4    | 33:43  |
| 18. | AS Nancy               | 38  | 13 | 7  | 18 | 045:510 | −6    | 33:43  |
| 19. | Racing Strasbourg      | 38  | 10 | 11 | 17 | 036:540 | −18   | 31:45  |
| 20. | SEC Bastia             | 38  | 5  | 10 | 23 | 030:790 | −49   | 20:56  |

Platzierungskriterien: 1. Punkte – 2. Tordifferenz – 3. geschossene Tore

| (M) | amtierender französischer Meister        |
| (P) | amtierender französischer Pokalsieger    |
| (N) | Neuaufsteiger aus der Division 2 1984/85 |
| (R) | Relegationssieger                        |

## Kreuztabelle
|                     | AJ Aux | SEC Bas | Gi. Bor | AFC Bre | St. Lav | AC LeH | RC Len | OSC Lil | Ol. Mar | FC Met | AS Mon | AS Ncy | FC Nts | OGC Niz | SG Par | St. Ren | FC Soc | RC Str | SC Tln | FC Tls |
| AJ Auxerre          |        | 2:0     | 2:2     | 1:2     | 2:0     | 3:0    | 0:0    | 2:0     | 2:0     | 2:1    | 1:0    | 3:0    | 0:0    | 1:2     | 0:1    | 1:0     | 3:2    | 2:0    | 0:0    | 2:1    |
| SEC Bastia          | 0:0    |         | 0:2     | 3:2     | 0:0     | 2:1    | 0:1    | 2:0     | 0:3     | 0:0    | 0:0    | 2:2    | 2:3    | 0:1     | 2:4    | 0:2     | 0:0    | 2:0    | 2:1    | 0:2    |
| Girondins Bordeaux  | 0:0    | 2:2     |         | 4:0     | 2:1     | 5:3    | 2:1    | 1:1     | 2:1     | 3:1    | 5:1    | 1:0    | 2:1    | 1:0     | 0:0    | 3:2     | 1:1    | 1:0    | 2:1    | 1:1    |
| Brest Armorique FC  | 1:3    | 7:0     | 0:1     |         | 2:1     | 1:1    | 2:0    | 1:1     | 2:1     | 1:1    | 2:1    | 0:2    | 1:3    | 1:1     | 1:1    | 2:1     | 3:1    | 2:1    | 1:1    | 2:2    |
| Stade Laval         | 0:0    | 1:0     | 0:0     | 0:0     |         | 2:2    | 2:1    | 2:2     | 1:0     | 1:1    | 0:0    | 2:0    | 0:0    | 2:1     | 2:2    | 1:0     | 3:1    | 4:1    | 2:0    | 3:2    |
| Le Havre AC         | 3:3    | 5:2     | 0:1     | 2:0     | 1:1     |        | 3:0    | 0:0     | 1:0     | 0:0    | 1:1    | 2:0    | 0:1    | 1:2     | 1:2    | 1:0     | 1:0    | 4:1    | 4:3    | 1:0    |
| Racing Lens         | 2:1    | 6:0     | 1:0     | 1:0     | 3:1     | 4:1    |        | 1:4     | 2:1     | 0:0    | 1:1    | 1:0    | 0:0    | 2:0     | 2:3    | 0:0     | 3:1    | 0:0    | 1:1    | 2:0    |
| OSC Lille           | 0:1    | 2:2     | 1:0     | 3:1     | 1:3     | 0:0    | 1:0    |         | 0:0     | 1:0    | 2:2    | 3:1    | 0:1    | 1:0     | 2:0    | 2:0     | 2:1    | 2:0    | 1:0    | 2:0    |
| Olympique Marseille | 2:1    | 0:0     | 4:0     | 3:0     | 4:0     | 1:1    | 3:3    | 1:0     |         | 0:0    | 2:2    | 2:3    | 1:0    | 2:1     | 0:0    | 1:2     | 1:2    | 0:1    | 2:3    | 1:1    |
| FC Metz             | 2:0    | 3:0     | 2:3     | 3:1     | 2:1     | 3:0    | 2:3    | 4:0     | 3:0     |        | 3:2    | 3:1    | 0:0    | 3:0     | 3:1    | 4:1     | 2:0    | 0:0    | 0:2    | 1:1    |
| AS Monaco           | 1:0    | 2:1     | 9:0     | 3:1     | 1:1     | 2:2    | 1:2    | 3:2     | 0:0     | 0:0    |        | 1:1    | 1:1    | 0:1     | 1:1    | 1:0     | 1:1    | 2:0    | 0:2    | 3:0    |
| AS Nancy            | 1:0    | 4:1     | 1:1     | 2:0     | 1:0     | 3:0    | 2:1    | 3:0     | 0:2     | 0:2    | 1:1    |        | 1:3    | 3:0     | 1:0    | 0:0     | 3:0    | 1:1    | 5:3    | 0:1    |
| FC Nantes           | 2:1    | 2:0     | 0:0     | 3:1     | 1:0     | 2:1    | 4:0    | 5:1     | 0:2     | 1:0    | 1:1    | 2:0    |        | 1:1     | 2:0    | 1:0     | 3:2    | 2:0    | 1:1    | 1:0    |
| OGC Nizza           | 1:1    | 1:0     | 1:1     | 2:2     | 0:0     | 0:3    | 1:1    | 0:0     | 1:0     | 2:0    | 1:0    | 3:1    | 0:0    |         | 0:0    | 2:1     | 2:0    | 5:1    | 2:1    | 3:1    |
| Paris Saint-Germain | 4:0    | 3:1     | 1:0     | 2:0     | 5:1     | 1:0    | 2:2    | 3:0     | 2:0     | 2:1    | 1:0    | 2:0    | 2:1    | 3:2     |        | 1:0     | 4:1    | 1:1    | 1:0    | 3:0    |
| Stade Rennes        | 4:1    | 3:1     | 0:0     | 0:4     | 1:0     | 2:1    | 2:0    | 2:0     | 1:2     | 0:0    | 0:1    | 1:0    | 0:0    | 2:0     | 2:3    |         | 0:0    | 1:1    | 1:0    | 2:1    |
| FC Sochaux          | 2:0    | 2:0     | 2:1     | 4:2     | 1:0     | 1:1    | 1:3    | 3:1     | 1:1     | 1:2    | 1:1    | 1:1    | 1:1    | 2:0     | 1:1    | 0:0     |        | 3:1    | 1:0    | 4:1    |
| Racing Strasbourg   | 1:3    | 6:1     | 3:2     | 0:1     | 2:1     | 2:1    | 0:0    | 2:1     | 0:0     | 0:0    | 1:1    | 1:0    | 1:2    | 2:0     | 1:0    | 1:1     | 3:0    |        | 1:1    | 0:3    |
| SC Toulon-Var       | 0:1    | 1:1     | 1:1     | 2:3     | 3:0     | 1:0    | 0:0    | 1:1     | 0:0     | 2:1    | 1:1    | 1:0    | 0:0    | 4:0     | 1:1    | 1:1     | 2:2    | 1:0    |        | 1:1    |
| FC Toulouse         | 2:0    | 3:1     | 1:2     | 2:0     | 2:0     | 1:0    | 1:1    | 1:0     | 1:0     | 2:0    | 2:1    | 4:1    | 4:2    | 0:0     | 1:3    | 4:1     | 3:0    | 3:0    | 4:0    |        |

## Relegation
|          | Gesamt |             | Hinspiel | Rückspiel |
| -------- | ------ | ----------- | -------- | --------- |
| AS Nancy | 3:2    | FC Mulhouse | 3:0      | 0:2       |

## Meistermannschaft Paris Saint-Germain
| 1.                  | Paris St. Germain |
| Paris Saint-Germain | - Tor: Joël Bats (38/-) - Abwehr: Marc Pilorget (38/1), Philippe Jeannol (37/6), Michel Bibard (31/-), Thierry Bacconnier (26/1), Claude Lowitz (14/-), Franck Tanasi (14/-), Thierry Morin (2/-) - Mittelfeld: Luis Fernández (37/9), Safet Sušić (37/10), Fabrice Poullain (30/2), Oumar Gueye Sène (27/5), Jean-François Charbonnier (16/2), Jean-Claude Lemoult (7/-) - Sturm: Dominique Rocheteau (35/19), Pierre „Petrus“ Vermeulen (30/-), Robert Jacques (27/6), Omar Da Fonseca (17/2), Alain Couriol (1/1), Laurent Pimond (1/-) - Trainer: Gérard Houllier |

## Erfolgreichste Torschützen
| Pl. | Spieler              | Verein              | Tore |
| --- | -------------------- | ------------------- | ---- |
| 1   | Jules Bocandé        | FC Metz             | 23   |
| 2   | Víctor Rogelio Ramos | SC Toulon-Var       | 19   |
|     | Dominique Rocheteau  | Paris Saint-Germain | 19   |
| 4   | Vahid Halilhodžić    | FC Nantes           | 18   |
| 5   | Abdelkrim Merry      | Le Havre AC         | 17   |
| 6   | Uwe Reinders         | Girondins Bordeaux  | 15   |
| 7   | Gérard Buscher       | Brest Armorique FC  | 14   |
|     | Pascal Mariini       | Brest Armorique FC  | 14   |
|     | Chérif Oudjani       | Stade Laval         | 14   |
| 10  | Bernard Bureau       | OSC Lille           | 13   |
|     | Bernard Genghini     | AS Monaco           | 13   |
| 12  | Patrick Cubaynes     | Bastia/Strasbourg   | 11   |
|     | Gérard Soler         | Bastia/Lille        | 11   |
|     | Yannick Stopyra      | FC Toulouse         | 11   |